# Засновникам фортеці Димитрія Ростовського
«Засновникам фортеці Димитрія Ростовського» (рос. Основателям крепости Димитрия Ростовского) — пам'ятник в Ростові-на-Дону (Росія) на честь засновників міста — керівника будівництва Ростовської фортеці Олександра Рігельмана, першого коменданта Івана Сомова, митного управителя Василя Хастатова, командувача Донського війська Данила Єфремова і його ад'ютанта — доломанівського козака. Автори пам'ятника: скульптор С. Олешня і архітектор Ст. Фоменко.

## Історія
Відкриття пам'ятника відбулося 15 грудня 2009 році, і було приурочене до 260-річного ювілею Ростова-на-Дону. Скульптурна композиція встановлена на тому місці, де знаходилася фортеця святого Димитрія Ростовського.

## Опис
Пам'ятник являє собою масивну відлиту з бронзи п'ятитонну скульптурну композицію, що складається з п'яти фігур. На ній зафіксовано момент обговорення плану будівництва майбутньої фортеці, з якої почалася історія Ростова-на-Дону. Проєкт виконаний швидше в стилі міської скульптури, ніж традиційного пам'ятника. Невеликий постамент лише злегка піднімається над рівнем вулиці. Причому сам постамент вбудований в невисокі чотириступінчасті сходи, що ведуть на майданчик, над якою він піднімається всього на кілька десятків сантиметрів. Отаман Єфремов зображений сидячим на трофейній гарматі, козак тримає прапор. Інші герої композиції трохи схилились над рельєфним планом 12-ріжної фортеці.
Відображення пам'ятником реальної історії ставало предметом критики, оскільки проєкт фортеці ніколи не обговорювався, а був виконаний у Санкт-Петербурзі інженером Веденєєвим, кілька разів перероблявся, можливо, і за участю О. Рігельмана. Рігельман був присланий на Дон як інженер-будівельник, який був зобов'язаний втілити в життя височайше затверджений проєкт фортеці, і повноважень з ким-небудь обговорювати цей проєкт не мав.